# Beiers voetbalkampioenschap 1927/28
In 1927/28 werd het achttiende Beiers voetbalkampioenschap gespeeld, dat georganiseerd werd door de Zuid-Duitse voetbalbond. Nadat er al enkele jaren één competitie voor heel Beieren was werd deze vanaf dit seizoen opnieuw gesplitst in twee geografische delen. Deze competities werden als apart beschouwd nu en er kwam geen finale voor de algemene Beierse titel.
Beide kampioenen plaatsten zich voor de  Zuid-Duitse eindronde met de andere kampioenen. De nummers twee en drie van beide reeksen plaatsten zich ook voor de eindronde, maar werden in een aparte groep voor niet-kampioenen ingedeeld, waarvan de winnaar nog kans maakte op deelname aan de eindronde om de landstitel. 
Bayern München werd Zuid-Duits kampioen en ook Wacker München werd groepswinnaar en won tegen FSV 1899 Frankfurt het derde ticket naar de nationale eindronde. Wacker versloeg Dresdner SC met 1:0, Tennis Borussia Berlin met 4:1 en verloor dan in de halve finale met 2:1 van Hertha BSC. Bayern versloeg FC Wacker Halle met 3:0, SpVgg Sülz 07 met 5:2 en verloor dan met zware 8:2 cijfers van Hamburger SV. 

## Bezirksliga

### Noord-Beieren
| Plaats | Club                | Wed. | W  | G | V  | Saldo | Ptn.  |
| ------ | ------------------- | ---- | -- | - | -- | ----- | ----- |
| 1.     | SpVgg Fürth         | 16   | 13 | 2 | 1  | 48:8  | 28:4  |
| 2.     | 1. FC Nürnberg      | 16   | 12 | 3 | 1  | 58:10 | 27;5  |
| 3.     | VfR Fürth           | 16   | 6  | 7 | 3  | 27:20 | 19:13 |
| 4.     | 1. FV 1904 Würzburg | 16   | 8  | 2 | 6  | 33:36 | 18:14 |
| 5.     | ASV Nürnberg        | 16   | 5  | 4 | 7  | 31:36 | 14:18 |
| 6.     | 1. FC 1910 Bayreuth | 16   | 6  | 2 | 8  | 24:39 | 14:18 |
| 7.     | FC 1910 Bayern Hof  | 16   | 4  | 2 | 10 | 28:37 | 10:22 |
| 8.     | FSV 1883 Nürnberg   | 16   | 2  | 5 | 9  | 23:49 | 9:23  |
| 9.     | FC Fürth            | 16   | 1  | 3 | 12 | 15:52 | 5:27  |

|  | Kampioen, geplaatst voor Zuid-Duitse kampioenenronde |
|  | Geplaatst voor Zuid-Duitse niet-kampioenenronde      |
|  | Degradatie naar Kreisliga                            |

### Zuid-Beieren
| Plaats | Club                  | Wed. | W | G | V  | Saldo | Ptn.  |
| ------ | --------------------- | ---- | - | - | -- | ----- | ----- |
| 1.     | FC Bayern München     | 12   | 8 | 3 | 1  | 47:21 | 19:5  |
| 2.     | SV 1860 München       | 12   | 8 | 2 | 2  | 35:21 | 18:6  |
| 3.     | FC Wacker München     | 12   | 8 | 1 | 3  | 31:12 | 17:7  |
| 4.     | SpB Jahn Regensburg   | 12   | 5 | 1 | 6  | 19:21 | 11:13 |
| 5.     | DSV München           | 12   | 4 | 1 | 7  | 24:26 | 9:15  |
| 6.     | SSV Schwaben Augsburg | 12   | 3 | 2 | 7  | 23:38 | 8:16  |
| 7.     | SV Schwaben Ulm       | 12   | 1 | 0 | 11 | 11:51 | 2:22  |

## Kreisliga

### Promotie-eindronde Zuid-Beieren
| Plaats | Club                | Wed. | W | G | V | Saldo | Ptn.  |
| ------ | ------------------- | ---- | - | - | - | ----- | ----- |
| 1.     | FC Teutonia München | 6    | 4 | 2 | 0 | 21:07 | 10:02 |
| 2.     | SpVgg 1919 Landshut | 6    | 4 | 0 | 2 | 13:12 | 08:04 |
| 3.     | BC Augsburg         | 6    | 2 | 1 | 3 | 09:14 | 05:07 |
| 4.     | Ulmer FV 1894       | 6    | 0 | 1 | 5 | 06:16 | 01:11 |

|  | Promotie naar Bezirkliga Zuid-Beieren 1928/29 |